# Moorslede
Moorslede ist eine belgische Gemeinde in der Region Flandern. Sie liegt in der Provinz Westflandern im Arrondissement Roeselare.

## Geographische Lage
Roeselare liegt 8 km nordnordwestlich, Ypern 12 km südwestlich, Kortrijk 15 km südöstlich, Brügge 35 km nördlich und Brüssel 90 km östlich.
Die nächsten Autobahnabfahrten befinden sich im Süden an der A19 bei Beselare, Ypern und Menen sowie im Osten an der A17/E403 bei Roeselare. In Ypern, Menen, Kortrijk und Roeselare gibt es Regionalbahnhöfe; Fernzüge wie z. B. die Thalys halten in u. a. in der französischen Stadt Lille, in Brügge, Gent und Brüssel. Der nächste internationale Flughafen befindet sich bei Brüssel.
Die Gemeinde Moorslede umfasst neben Moorslede selbst noch die Teilgemeinde Dadizele mit der Liebfrauenbasilika und das Dorf Slypskapelle.

## Persönlichkeiten
- Constant Lievens (1856–1893), Jesuit und Missionar in Indien
- Cyrille Van Hauwaert (1883–1974), Radrennfahrer
- Omer Verschoore (1888–1931), Radrennfahrer
- Julien Vervaecke (1899–1940), Radrennfahrer
- Maurice Geldhof (1905–1970), Radrennfahrer
- Félicien Vervaecke (1907–1986), Radrennfahrer
- Patrick Lefevere (* 1955), Radrennfahrer
- Piet Allegaert (* 1995), Radrennfahrer

## Weblinks

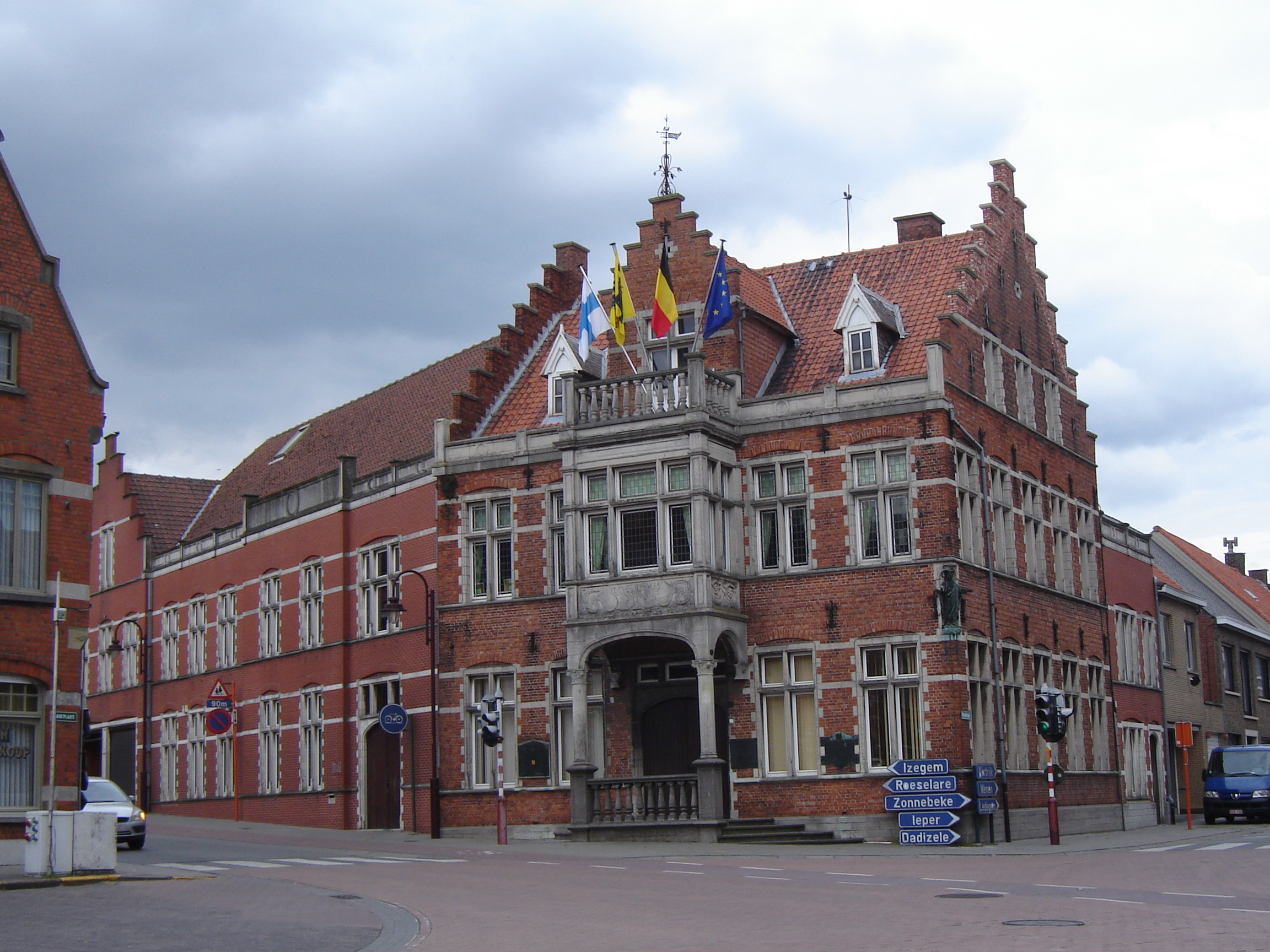
Rathaus von Moorslede